# Jan Krzysztof Bielecki
Pour les articles homonymes, voir Bielecki.
Jan Krzysztof Bielecki (), né le 3 mai 1951 à Bydgoszcz, est un économiste et homme d'État polonais libéral.

## Biographie
Après avoir été l'expert économique du syndicat Solidarność, il participe aux négociations dites de la Table ronde entre l'opposition et les dirigeants du régime communiste au pouvoir en 1989, puis fonde le Congrès libéral-démocrate en 1990.
Élu député en 1989, il est président du Conseil des ministres du 12 janvier 1991 au 5 décembre 1991 (nommé par le président Lech Wałęsa). Il démissionne en août 1991. Il est à nouveau ministre pour l'intégration européenne sous le gouvernement Hanna Suchocka.
Il rejoint l'Union pour la liberté en 1994, puis la Plate-forme civique en 2001.
En 1993, il est chargé de représenter les intérêts polonais auprès de la Banque européenne pour la reconstruction et le développement, basée à Londres. De 2003 à 2009 il dirige la banque privée Bank Pekao SA. Il occupe désormais un rôle de conseiller auprès du chef du gouvernement et préside le Conseil économique.
Il appelle au boycott de l'élection présidentielle polonaise de 2020 dans le contexte de la pandémie de coronavirus,.